# La Chapelle-Saint-Aubert
La Chapelle-Saint-Aubert är en kommun i departementet Ille-et-Vilaine i regionen Bretagne i nordvästra Frankrike. Kommunen ligger i kantonen Saint-Aubin-du-Cormier som tillhör arrondissementet Fougères-Vitré. År 2022 hade La Chapelle-Saint-Aubert 468 invånare.

## Befolkningsutveckling
Antalet invånare i kommunen La Chapelle-Saint-Aubert
Referens:INSEE